# Bruliny
Bruliny – wieś w Polsce położona w województwie mazowieckim, w powiecie pułtuskim, w gminie Świercze. Ma status sołectwa.
| SIMC    | Nazwa   | Rodzaj    |
| ------- | ------- | --------- |
| 0128349 | Malice  | część wsi |
| 0128355 | Siniary | część wsi |

W latach 1975–1998 miejscowość administracyjnie należała do województwa ciechanowskiego.